# Langenreichenbach

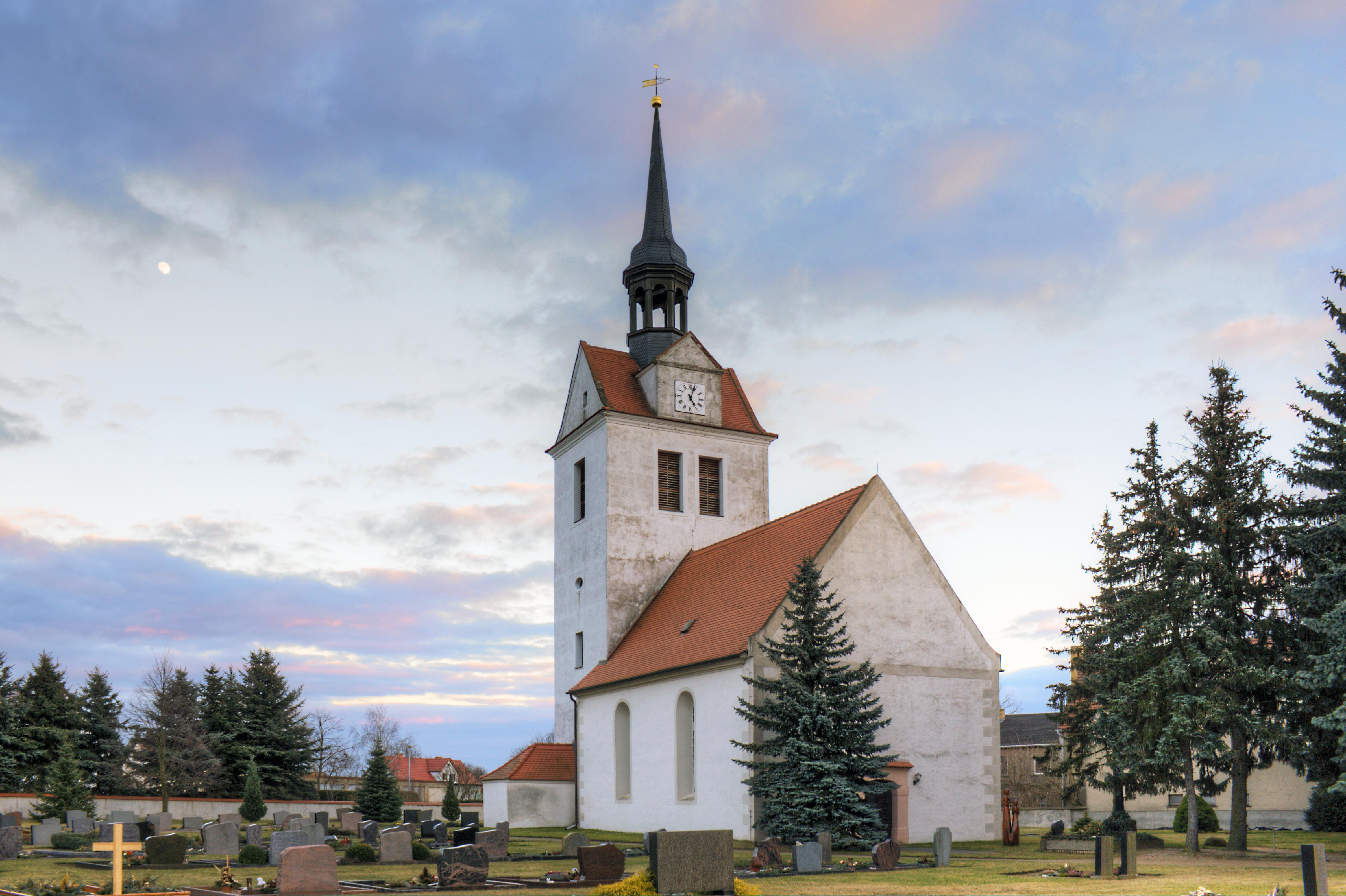
Kirche in Langenreichenbach

Langenreichenbach ist ein Ortsteil der Gemeinde Mockrehna im Landkreis Nordsachsen (Sachsen).

## Geografie
Der Ort Langenreichenbach liegt südöstlich des Hauptortes Mockrehna und nordwestlich von Schildau im Gebiet zwischen Eilenburg und Torgau. Nördlich des Ortes verlaufen die Bundesstraße 87 und die Bahnstrecke Halle–Cottbus. Jenseits der Bahnstrecke beginnt der Naturpark Dübener Heide mit dem Presseler Heidewald- und Moorgebiet.
Bei Langenreichenbach handelt es sich um ein Straßendorf mit einer Länge von drei Kilometern. Durch den Ort fließt der Heidelbach.

## Geschichte
Langenreichenbach wurde 1201 erstmals urkundlich erwähnt.
Zu Beginn des 19. Jahrhunderts gliederte sich der Ort noch in das Ober-, Mittel- und Unterdorf. Am 1. März 1994 kam Langenreichenbach zusammen mit der Gemeinde Klitzschen zur Gemeinde Audenhain. Seit dem 1. Januar 1999 ist Langenreichenbach ein Ortsteil der Gemeinde Mockrehna.

## Sehenswürdigkeiten
- Bockwindmühle
- Dorfkirche